# 715 Transvaalia
A 715 Transvaalia (ideiglenes jelöléssel 1911 LX) a Naprendszer kisbolygóövében található aszteroida. Harry Edwin Wood fedezte fel 1911. április 22-én.